# Due mamme in casa
Due mamme in casa (Live-In) è una serie televisiva statunitense in 9 episodi trasmessi per la prima volta nel corso di una sola stagione nel 1989.
È una sitcom incentrata sulle vicende di Lisa Wells, una donna australiana che viene assunta (ed ospitata in casa) dalla famiglia dei Matthews per prendersi cura dei figli in un'abitazione alla periferia del New Jersey.

## Personaggi e interpreti
- Lisa Wells (9 episodi, 1989), interpretata da Lisa Patrick.
- Sarah Mathews (9 episodi, 1989), interpretato da Kimberley Farr.
- Gator (9 episodi, 1989), interpretato da Lightfield Lewis.
- Melissa Mathews (9 episodi, 1989), interpretato da Allison Lindsay.
- Melissa Mathews (9 episodi, 1989), interpretato da Melissa Lindsay.
- Ed Mathews (9 episodi, 1989), interpretato da Hugh Maguire.
- Peter Mathews (9 episodi, 1989), interpretato da David Moscow.
- Muriel Spiegelman (9 episodi, 1989), interpretato da Jenny O'Hara.
- Danny Mathews (9 episodi, 1989), interpretato da Chris Young.

## Produzione
La serie, ideata da Robert Sternin e Prudence Fraser, fu prodotta da ELP Communications. Le musiche furono composte da Ray Colcord.

### Registi
Tra i registi sono accreditati:
- Andrew D. Weyman in 4 episodi (1989)
- Valentine Mayer in 3 episodi (1989)

### Sceneggiatori
Tra gli sceneggiatori sono accreditati:
- Ellen Guylas in 2 episodi (1989)
- David Nichols in 2 episodi (1989)
- Trish Soodik in 2 episodi (1989)
- Prudence Fraser in un episodio (1989)
- Robert Sternin in un episodio (1989)

## Distribuzione
La serie fu trasmessa negli Stati Uniti dal 20 marzo 1989 al 29 maggio 1989  sulla rete televisiva CBS. In Italia è stata trasmessa con il titolo Due mamme in casa.

## Episodi
| Stagione       | Episodi | Prima TV USA |
| -------------- | ------- | ------------ |
| Prima stagione | 9       | 1989         |